# The Hit
The Hit is een van oorsprong Ierse talentenjacht uit 2013 waarvan een Nederlandse versie in 2014 uitgezonden wordt op RTL 5.
Het programma werd origineel vanaf 26 juli 2013 uitgezonden op RTÉ One nadat op 12 september 2012 een pilot uitgezonden was op RTÉ Two. Het werd geproduceerd door Warner Bros. International Television. Het eerste seizoen werd gewonnen door Finbar Furey met het lied "The Last Great Love Song" dat geschreven was door Gerry Fleming. Naast Nederland is het format ook verkocht aan China, Rusland, Finland en Oekraïne

## Format
In The Hit krijgen songwriters de kans om hun zelfgeschreven nummer te pitchen aan gerenommeerde artiesten. In elke aflevering staan twee artiesten centraal die uit voor hun zes geselecteerde liedjes maximaal twee nummers mogen claimen. Nadat beide artiesten twee liedjes hebben geclaimd hebben ze met de songwriters een 1-op-1 gesprek om vervolgens daarna de geluidsstudio in te duiken. De bekende artiest en de songwriters hebben vanaf dat moment geen contact meer. Pas in de finale van iedere aflevering wordt duidelijk welk nummer de artiesten als single uitbrengen.

## The Hit Nederland

### Aflevering 1 (24 februari)
| Legenda | Artiest "claimde" het liedje | Artiest "claimde" het liedje niet | Het nummer was al geclaimd, het was nog niet beluisterd | — Het nummer was nog niet beluisterd, maar artiest had al twee liedjes. |

- Ben Saunders tegen Sidney Samson & Eva Simons

| 1 | Justin Mercelina    | "Shooting Star"      |   |  |
| 2 | Mijke Breepoel      | "Celebrate The Rain" |   |  |
| 3 | Gijs van Veldhuizen | "I'll Follow You"    |   |  |
| 4 | Leo Sinot           | "Stay"               |   |  |
| 5 | Reitse Giesbers     | "Closer To You"      | — |  |
| 6 | Quincy Adolphin     | "Focus On Love"      |   |  |

| Artiest                    | Liedjesschrijver | Lied                 | Hitnotering | Hitnotering    |
| Artiest                    | Liedjesschrijver | Lied                 | iTunes      | Single Top 100 |
| -------------------------- | ---------------- | -------------------- | ----------- | -------------- |
| Ben Sauders                | Quincy Adolphin  | "Focus On Love"      | 10          | 92             |
| Sidney Samson & Eva Simons | Mijke Breepoel   | "Celebrate the Rain" | 1           | 25             |

### Aflevering 2 (2 maart)
- Waylon tegen Desray

| 1 | Sanne Hoeksma & David Draaisma | "Fighting Dragons"        |  |  |
| 2 | Bas Silos                      | "My Heart"                |  |  |
| 3 | Jowini Hooplot                 | "Forever More"            |  |  |
| 4 | Ebby Drenthe                   | "I'd Rather Give It Back" |  |  |
| 5 | Danny Keetels                  | "Grasping Song"           |  |  |
| 6 | Amir Westhoff                  | "Too Hot To Handle"       |  |  |

| Artiest | Liedjesschrijver | Lied            | Hitnotering | Hitnotering    |
| Artiest | Liedjesschrijver | Lied            | iTunes      | Single Top 100 |
| ------- | ---------------- | --------------- | ----------- | -------------- |
| Waylon  | Danny Keetels    | "Grasping Song" | 2           | 42             |
| Desray  | Bas Silos        | "My Heart"      | 58          | —              |

### Aflevering 3 (9 maart)
- Sandra van Nieuwland tegen Chuckie

| 1 | Lindsey Rademaker & Pieter Haagmans | "Feeling Like"   |   |  |
| 2 | Marcia Sondijker & Ayu Lestari      | "Go Ahead"       |   |  |
| 3 | Hendrik Jan de Jong                 | "Make U Mine"    |   |  |
| 4 | Freek van der Heide & Jeroen Sjoers | "Higher Final"   | — |  |
| 5 | Heleen Roosdorp                     | "Get Better"     |   |  |
| 6 | Robert D Fisher & Dick Kok          | "Where Do We Go" |   |  |

| Artiest              | Liedjesschrijver           | Lied             | Hitnotering | Hitnotering    |
| Artiest              | Liedjesschrijver           | Lied             | iTunes      | Single Top 100 |
| -------------------- | -------------------------- | ---------------- | ----------- | -------------- |
| Sandra van Nieuwland | Heleen Roosdorp            | "Get Better"     | 26          |                |
| Chuckie feat. Dewi   | Robert D Fisher & Dick Kok | "Where Do We Go" | 49          |                |

### Discografie

#### Singles
| Single met eventuele hitnotering(en) in de Nederlandse Top 40 | Datum van verschijnen | Datum van binnenkomst | Hoogste positie | Aantal weken | Opmerkingen                                                   |
| ------------------------------------------------------------- | --------------------- | --------------------- | --------------- | ------------ | ------------------------------------------------------------- |
| Celebrate the Rain                                            | 24-02-2014            | 08-03-2014            | tip17*          |              | Door Eva Simons & Sidney Samson / Nr. 23 in de Single Top 100 |
| Focus on Love                                                 | 24-02-2014            | -                     |                 |              | door Ben Saunders / Nr. 92 in de Single Top 100               |
| Grasping Song                                                 | 02-03-2014            | -                     |                 |              | door Waylon / Nr. 42 in de Single Top 100                     |
| My Heart                                                      | 02-03-2014            | -                     |                 |              | door Desray                                                   |
| Get Better                                                    | 09-03-2014            | -                     |                 |              | door Sandra van Nieuwland                                     |
| Where Do We Go                                                | 09-03-2014            | -                     |                 |              | door Chuckie & Dewi Pechler                                   |